# Битва при Гавгамелах
Битва при Гавгамелах (Битва при Арбелах, 1 жовтня 331 до н. е.) — вирішальна битва між арміями Александра Македонського і перського царя Дарія III, після якої Перська імперія припинила своє існування.

## Передісторія і місце битви

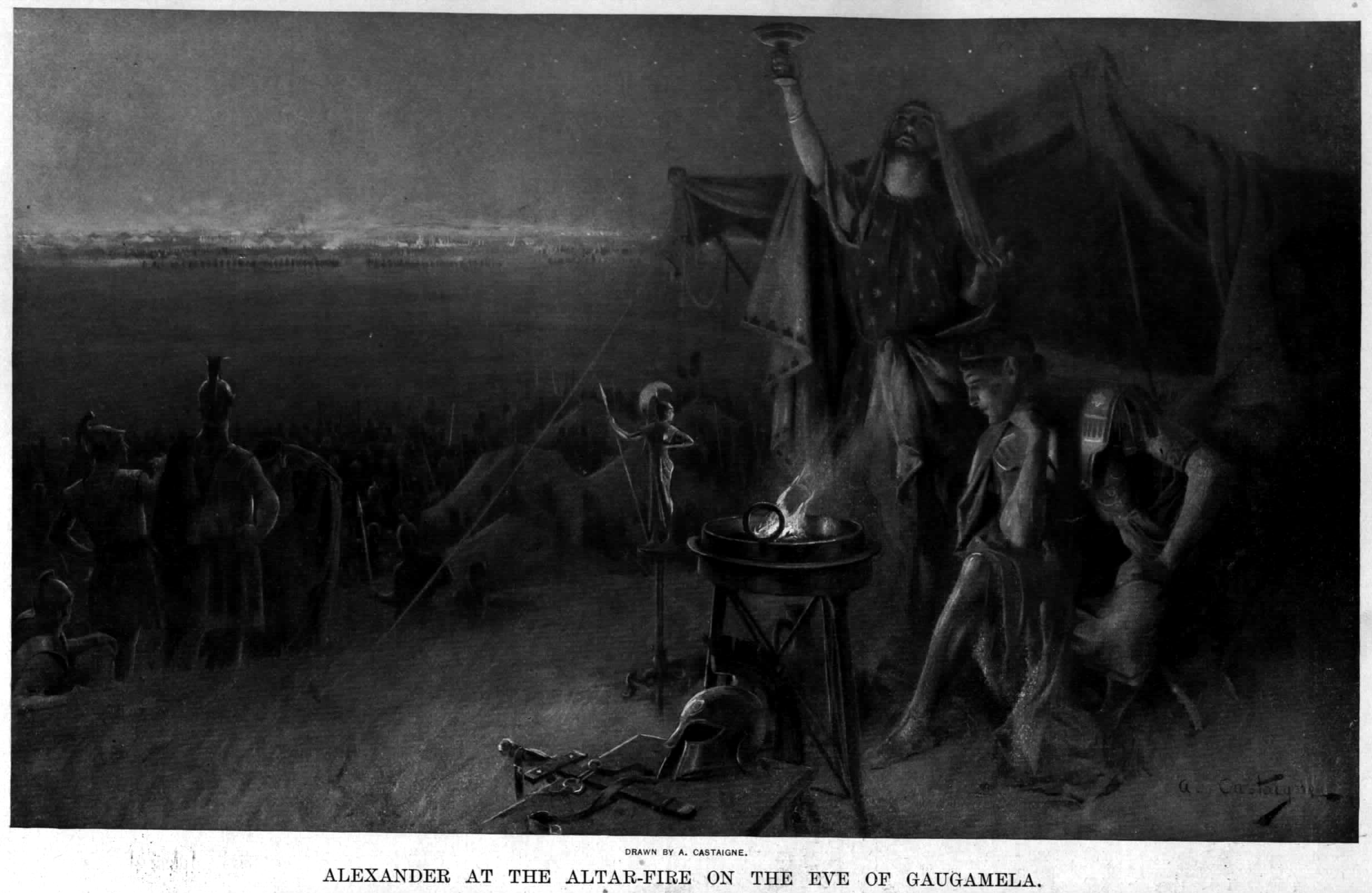
Александр біля вівтарного вогню напередодні битви при Гавгамелах – Андре Кастень

Македонський цар Александр Великий вдерся в Азію через протоку Геллеспонт навесні 334 до н. е. Після розгрому перських сатрапів незабаром після вторгнення на річці Гранік він оволодів всією Малою Азією, а через рік у битві при Іссі завдав нищівної поразки війську на чолі з перським царем Дарієм III. Дарій врятувався втечею вглиб своєї імперії, і поки він збирав нову армію з підвладних йому народів, Александр захопив Фінікію, Сирію і Єгипет. Александр не міг переслідувати Дарія, поки сильний флот персів загрожував у Середземному морі, а багато міст залишалися союзниками або васалами Дарія. Сам перський цар, схоже, не прагнув якнайшвидше відвоювати свої володіння, а взяв на озброєння скіфську стратегію — заманити ворога вглиб ворожої території, вимотати й добити. Пропозиції про мир та про розділ імперії, які Дарій посилав Александру, свідчили про невпевненість перського царя у власних силах. Але Александр не погоджувався, йому було мало половини імперії.
У 331 до н. е. Александр, убезпечивши й зміцнивши тил, повів македонську армію в центр Перської імперії. Перський сатрап Мазей міг перешкодити македонцям переправитися через Євфрат, але замість цього відійшов. На іншій великій річці, Тигрі, перси також не зробили спроби затримати Александра. Можливо, Дарій бажав виманити Олександра на рівнину, зручну для дій великих мас кавалерії.
Після форсування Тигра Александр знайшов перське військо на чолі з Дарієм на рівнині за 75 км на північний захід від містечка Арбели (сучасне місто Ербіль в Іракському Курдистані), відомого своїми стародавніми культами. Арбели були розташовані на перетині стратегічних доріг, там було зручно збирати загони з різних кінців Перської держави. Розташування місця битви, іменоване античними авторами як Гавгамели, точно не встановлено.
Плутарх наводить версію тлумачення Гавгамели:
|  | Назва ця на місцевому діалекті означає «Верблюжий дім», оскільки один із стародавніх царів, врятувавшись від ворогів на одногорбому верблюді, помістив його тут і призначив на його утримання доходи з декількох сіл. |

Арріан повідомляє, що Гавгамели — це велике селище, розташоване біля річки Бумела.
На відміну від інших битв античності день битви точно визначений завдяки запису в астрономічному щоденнику, який вели жерці у Вавилоні. 1 жовтня 331 до н. е. відбулась битва при Гавгамелах, що поклала кінець більш ніж 200-річній Перській державі, що розкинулася від Егейського моря на заході до Індії на сході.

## Сили супротивників

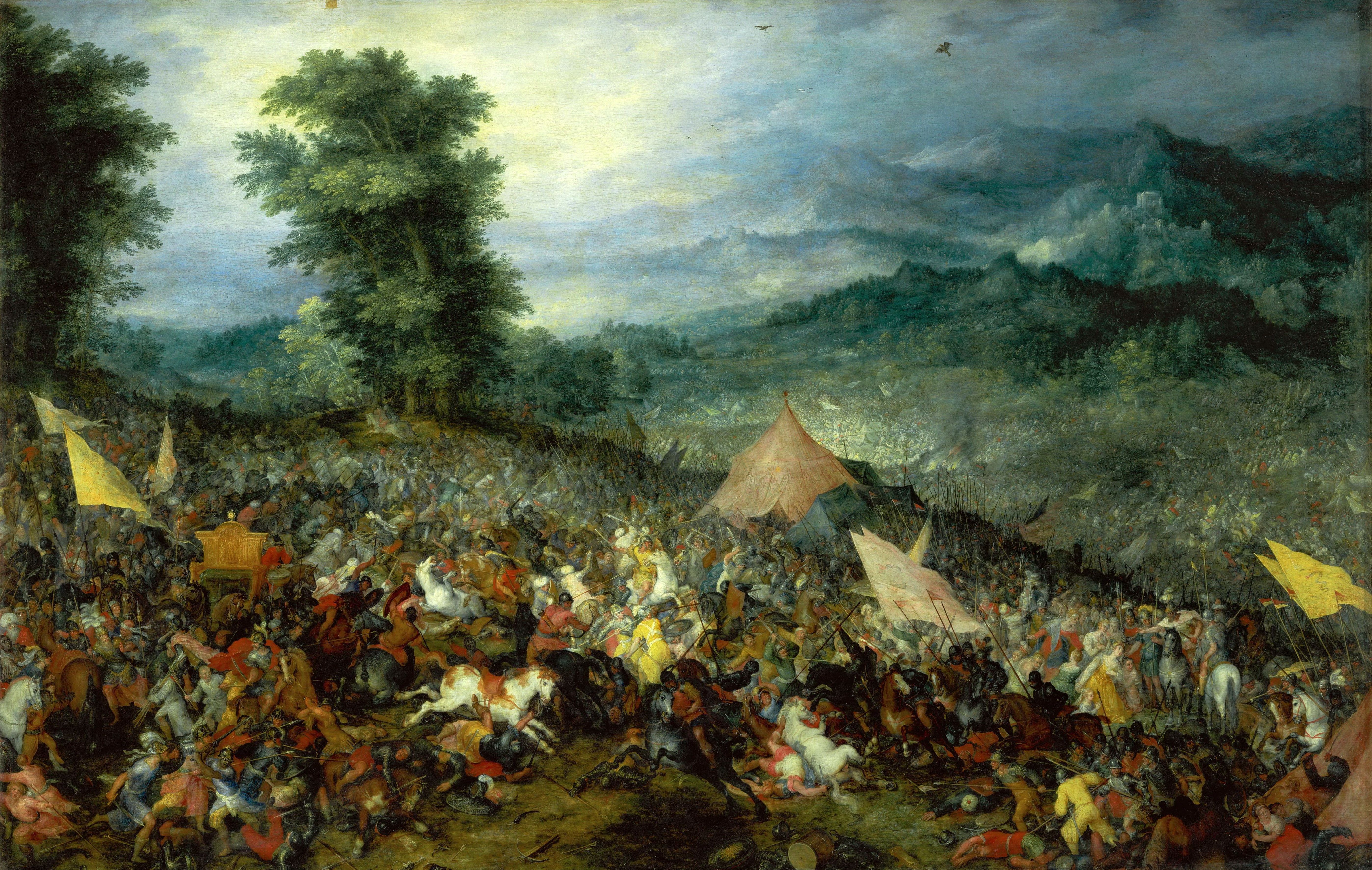
Ян Брейгель Старший. «Битва при Арбелах» (1602)

Згідно з Арріаном, Александр мав 7 тис. кінноти і близько 40 тис. піхоти.
Юстин називає чисельність військ Дарія: 100 000 кінноти і 400 000 піхоти. Ймовірно, ці цифри підраховані на основі слів самого Дарія перед битвою, що він виставив десять своїх солдат проти кожного македонця. Арріан посилається на чутку, що у Дарія було 40 000 кінноти і мільйон піхоти, а також цілком реальні 200 серпоносних колісниць і 15 слонів (слони у битві не брали участь і були захоплені македонцями). Діодор і Плутарх також повторюють чутки про мільйонне військо персів. І лише Курцій наводить відносно помірні цифри: у персів 45 000 кінноти і 200 000 піхоти.
У центрі перського війська перебував сам Дарій із загоном «родичів» (знатні вершники) і особистою гвардією з персів-одноплемінників, грецькі найманці-гопліти, за ними стояли легкоозброєні загони інших народів і інди з 15 слонами, а попереду — лучники-марді і 50 колісниць.
На лівому крилі під командуванням Орсіні була зосереджена важка кавалерія з 2 тисяч массагетів (массагетами Арріан називав північно-іранські племена, їх вершники і коні були вкриті бронею), 9000 кінних бактрійців і 5000 інших вершників, піхотні загони і сотня колісниць.
На правому крилі під командуванням Мазея були вишикувана каппадокійська кіннота і 50 колісниць, також мідяни, парфяни, сирійці та інші воїни з центральних областей Перської імперії.
Побудова першої лінії македонської армії дуже не відрізнялося від попередніх битв. На правому крилі, очолюваному Александром, було 8 або 9 ескадронів гетайрів і корпус щитоносців. У центрі стояли 6 полків фаланги. Ліве крило під командуванням Парменіона складалося з фессалійської і грецької кінноти, яка якісно й кількісно не поступалася гетайрам. Попереду першої лінії у розсипному строю були лучники і метальники дротиків.
Щоб протистояти величезній армії персів на рівнині, Александр вишикував другу лінію військ на обох флангах із завданням прикрити тил першої лінії. У другу лінію він поставив загони фракійців, іллірійців, греків і легку найману кавалерію. Частину фракійців призначив охороняти обоз, розміщений на пагорбі неподалік від війська. Александр був готовий битися в повному оточенні.

## Хід битви

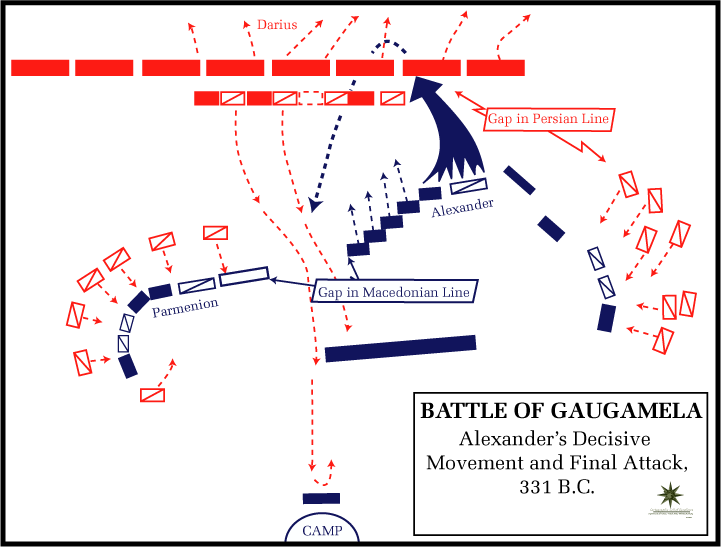
Вирішальна атака Александра

Хід битви описаний у Арріана, Курція, Діодора, Плутарха і коротко у Юстина.

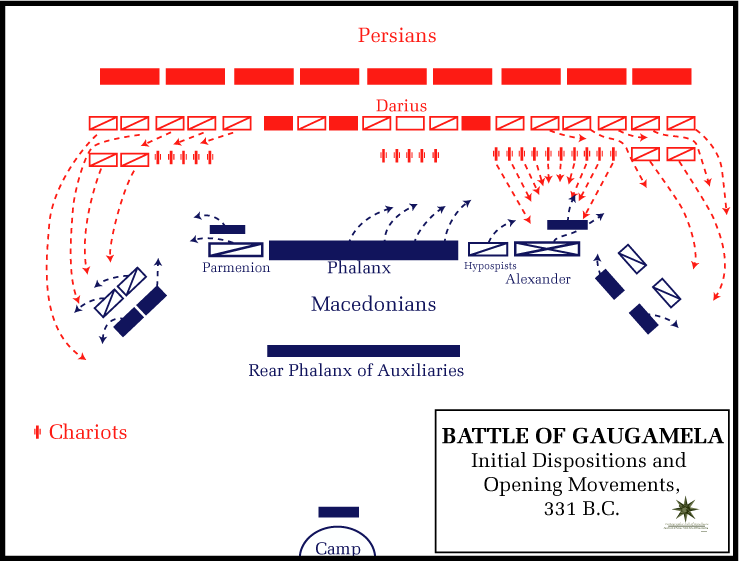
Початкове розташування і початок руху

Коли протиборчі армії зустрілися на відстані близько 6 км, Александр дав відпочинок військам в укріпленому таборі. Перси, побоюючись раптової атаки Александра, напружено простояли день і ніч у повному озброєнні в чистому полі, так що до ранкового бою виявилися морально надламані втомою і страхом перед македонцями.
Битва почалася атакою серпоносних колісниць, на які Дарій покладав особливі надії. Македонці підготувалися до зустрічі з ними. Частина коней збожеволіла від крику і шуму, піднятого фалангітами, повернула назад і порізала свої ж війська. Інша частина коней і візників була перебита легкою піхотою македонців на підході до основного строю. Тих же коней, які зуміли увірватися у ряди фаланг, солдати вражали довгими списами в боки, або розступалися й пропускали в тил, де їх потім ловили. Лише небагатьом колісницям вдалося досягти своєї мети, за образним описом Діодора:

|  | серпи нерідко різали по шиях, відправляючи голови скакати по землі з ще розплющеними очима |

Мазей зумів обійти лівий фланг македонців і потіснити їх кавалерію. Парменіон бився в оточенні з переважаючим противником. Близько 3 тисяч вершників Мазея прорвалися до обозу македонців, де зав'язався запеклий бій у відриві від основної битви. Перси грабували обоз, і щоб відбити його, македонці обмеженими силами робили вилазки зі свого бойового строю.
На правому фланзі Александр зробив тактичний маневр, який був незрозумілим для істориків. За словами Аррвана, Александр під час битви пересунув праве крило ще правіше. Згідно з Полієном, Александр зробив цей маневр вимушено, щоб обійти місцевість, яку перси замінували залізними шипами проти коней. Невідомо, чи вів він підрозділи компактно, оголюючи правий фланг піхоти, чи розтягував війська по фронту. У будь-якому разі він із гетайрами у зіткнення не вступав. Перси наполегливо намагалися обійти Александра праворуч, послали бактрійців і скіфів (або массагетів), щоб видавити македонську кінноту на шипи.
Перську кавалерію зв'язала боєм кіннота з 2-ї лінії македонської армії. За словами Курція, частину бактрійської кінноти з крила, що протистояло Александру, Дарій послав на допомогу в бій за обоз. У результаті зосередження перських вершників на правому фланзі Александра та атаки бактрійців на македонський обоз, у передній лінії перського війська утворився розрив, куди Александр спрямував удар своїх гетайрів разом з підтримкою піхоти. Удар був спрямований на царя Дарія.
У сутичці візничого Дарія убили дротиком, проте перси сприйняли його смерть за смерть свого царя. Їх ряди охопила паніка. Лівий фланг персів став розвалюватися й відступати. Побачивши це, Дарій почав тікати, після чого побігли і його війська, що були поруч. Через хмари пилу і велику територію битви перси з правого крила не бачили втечі свого царя й продовжували тіснити Парменіона. Александр повернув гетайрів і вдарив по центру перського війська, щоб полегшити становище свого полководця. Незабаром, дізнавшись про Дарія, Мазей відступив у бойовому порядку, а Олександр відновив переслідування царя персів у напрямку Арбел.

## Підсумки битви

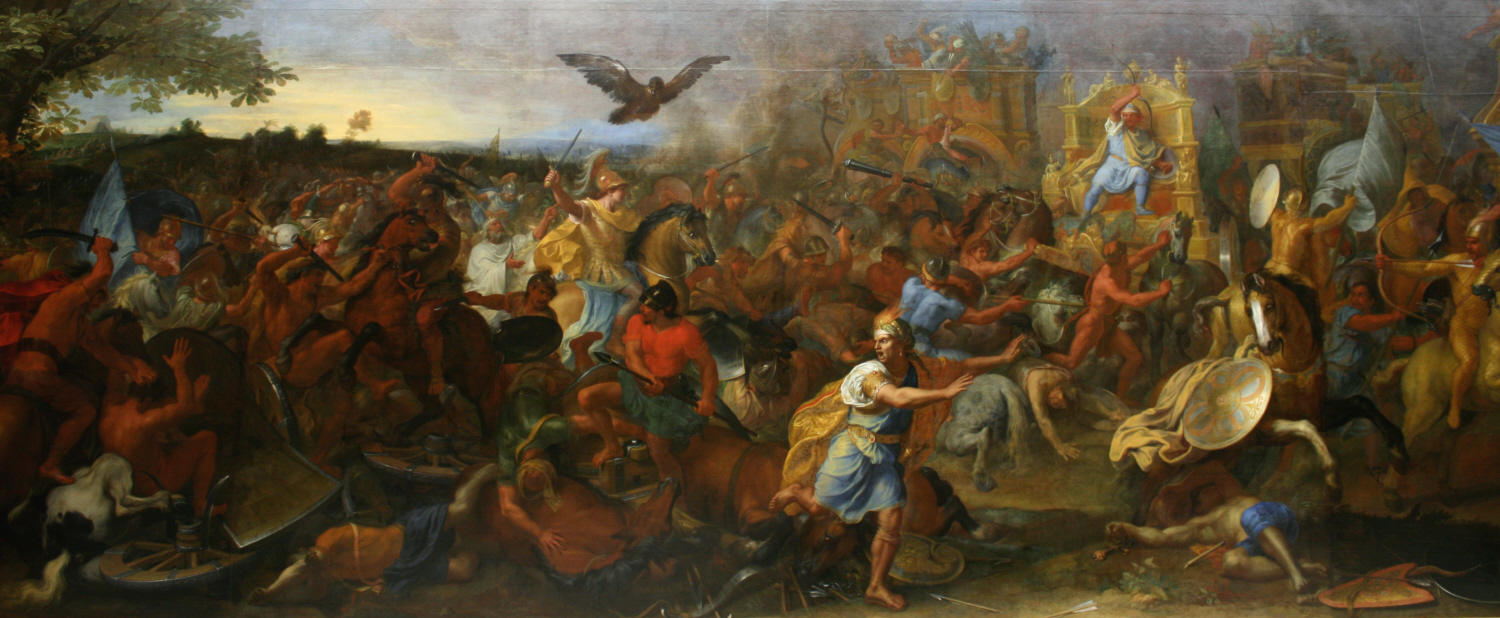
Шарль Лебрен, Битва при Гавгамелах, близько 1669 р. Лувр, Париж

За Арріаном Александр втратив 100 чоловік тільки серед гетайрів і половину кінського складу кавалерії гетайрів — тисячу коней. Персів полягло за чутками до 30 000 чоловік, і ще більше потрапило у полон. Курцій подавав більшу кількість загиблих персів — до 40 000 — і оцінював втрати македонців у 300 осіб. Діодор повідомляв про 500 загиблих у македонців та 90 000 у персів, багато воїнів Александра, включаючи воєначальників, отримали поранення. Невідомий автор папірусу вказав втрати македонців у 200 вершників і 1000 піхотинців.
Сумнівно, щоб переможці підраховували трупи ворогів на полі бою; втім, їхні власні втрати також можуть бути викривлені через невизначеність, кого враховували серед полеглих: чи тільки знатних македонців-гетайрів, чи тільки полеглих із Македонії, чи всіх, включаючи греків і варварів у армії Александра. Консервативний підхід дозволяє оцінити втрати армії Александра Македонського у 1200 осіб (з них 100 гетайрів); персів загинуло якщо не 30 тисяч, то щонайменше у 10-20 разів більше, ніж македонців.
Після битви при Гавгамелах Александру здався Вавилон та інші міста Перської імперії, причому перські вельможі присягали на вірність Александру, новому володарю Азії. Цар персів Дарій III втікав на схід, сподіваючись зібрати там армію, але його захопив, а потім і вбив його сатрап Бєсс. 
Перська держава припинила своє існування.